# تاركسيين راينباوز
نادي تاركسيين راينباوز لكرة القدم (Tarxien Rainbows F.C.) هو نادي كرة قدم مالطي التي تلعب حاليا في الدوري المالطي الممتاز. تأسس سنة 1934 .